# Chiesa della Madonna della Neve (Pergine Valsugana)
La chiesa della Madonna della Neve è una chiesa sussidiaria nella frazione di Buss a Pergine Valsugana. Risale al XVII secolo.

## Storia

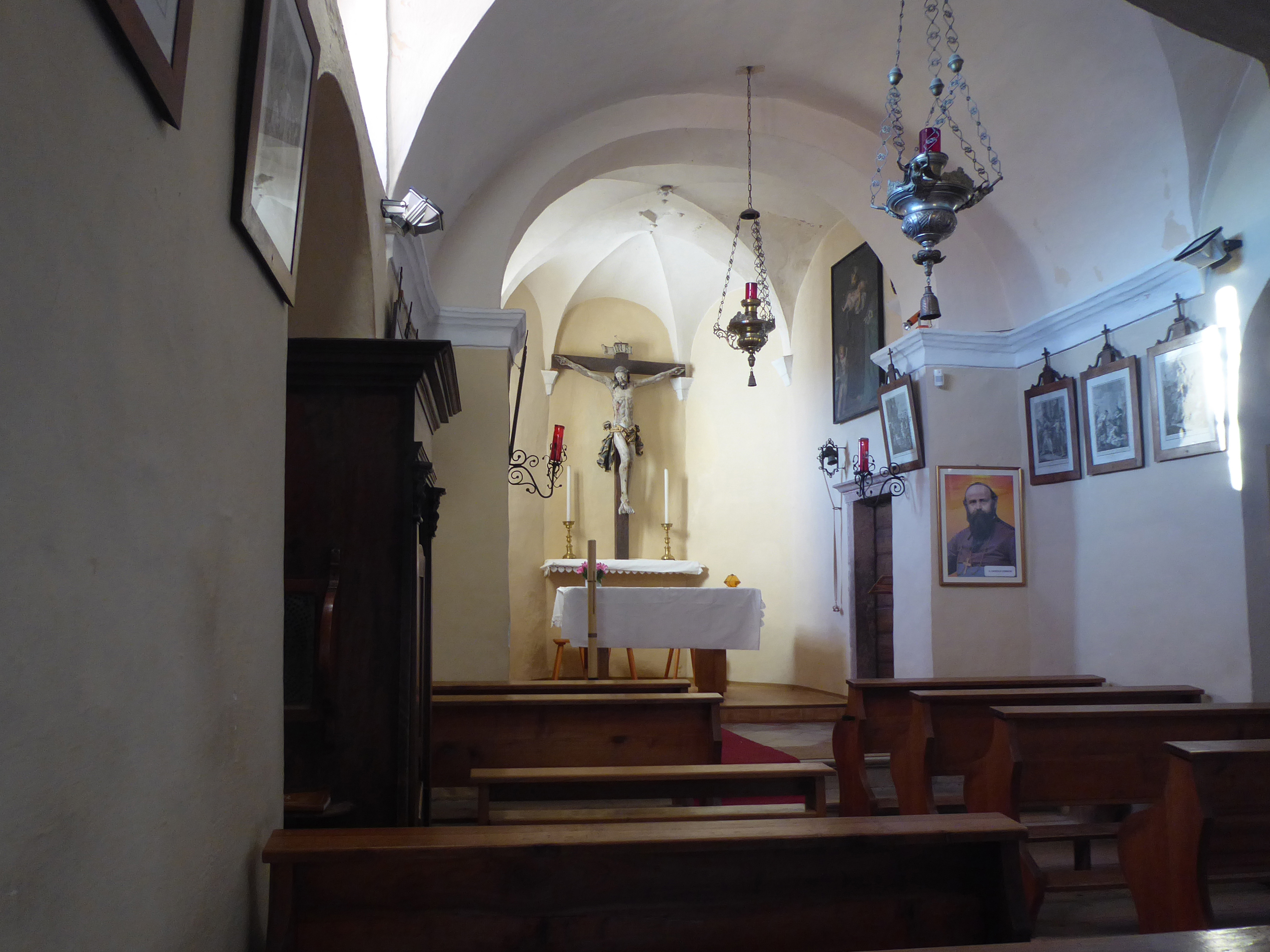
Interno

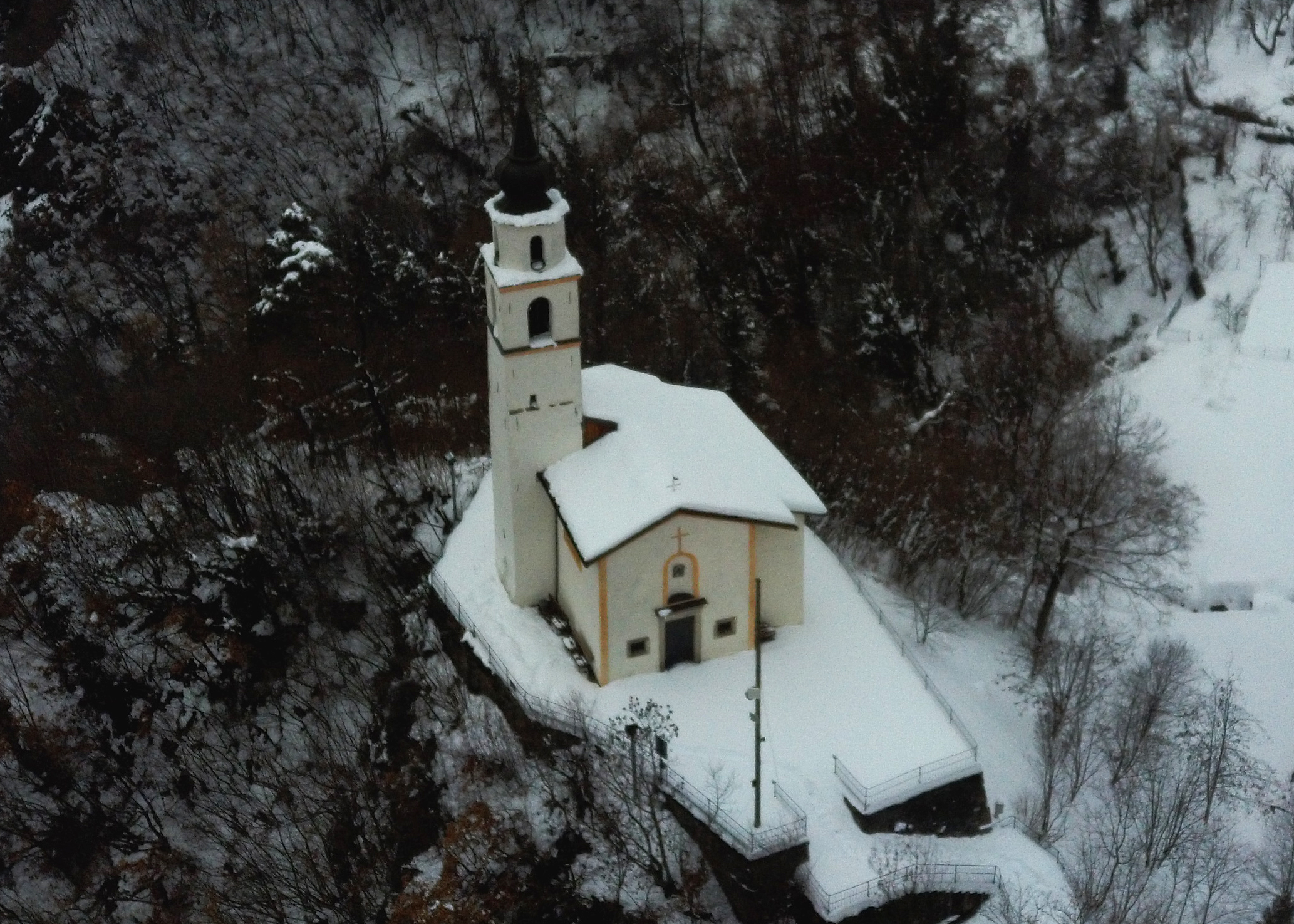
La chiesa innevata

La chiesa fu costruita nel 1679 su un'altura che domina tutta la valle da Pergine alla valle dei Mocheni.
Nel 1719 si decise di erigere una piccola cappella, sul fianco destro della chiesa, dedicata a San Raffaele e verso la fine del secolo si costruì una nuova sacrestia di maggiori dimensioni rispetto alla preesistente.
Ottenne la concessione del fonte battesimale nel 1827 e nel 1874 si pose mano alle intonacature esterne ed alla copertura della torre campanaria. Nell'ultimo decennio del secolo venne sistemata una nuova pavimentazione nella sala, fu costruita una nicchia per il confessionale e si iniziò ad intervenire sulla struttura portante del sagrato per consolidarla. Si pensò anche alla costruzione di una nuova strada di accesso che unisse il centro abitato alla chiesetta.
Nella seconda metà del XX secolo la sala fu oggetto di adeguamento liturgico e nella zona presbiteriale venne demolito l'antico altare in legno che fu sostituito da uno nuovo in pietra (a sua volta sostituito nel 2006).
A partire dal 1984 la gradinata di accesso alla chiesa venne rifatta e sia la chiesa sia la torre campanaria vennero restaurate.
Col nuovo secolo venne progettato un piano di interventi per ripristinare la sicurezza delle coperture, realizzare la pulizia generale delle parti in pietra e marmo e il rifacimento degli intonaci. Venne installato anche un impianto anti intrusione. Gli ultimi lavori sono iniziati nel 2016.